# Festetics család

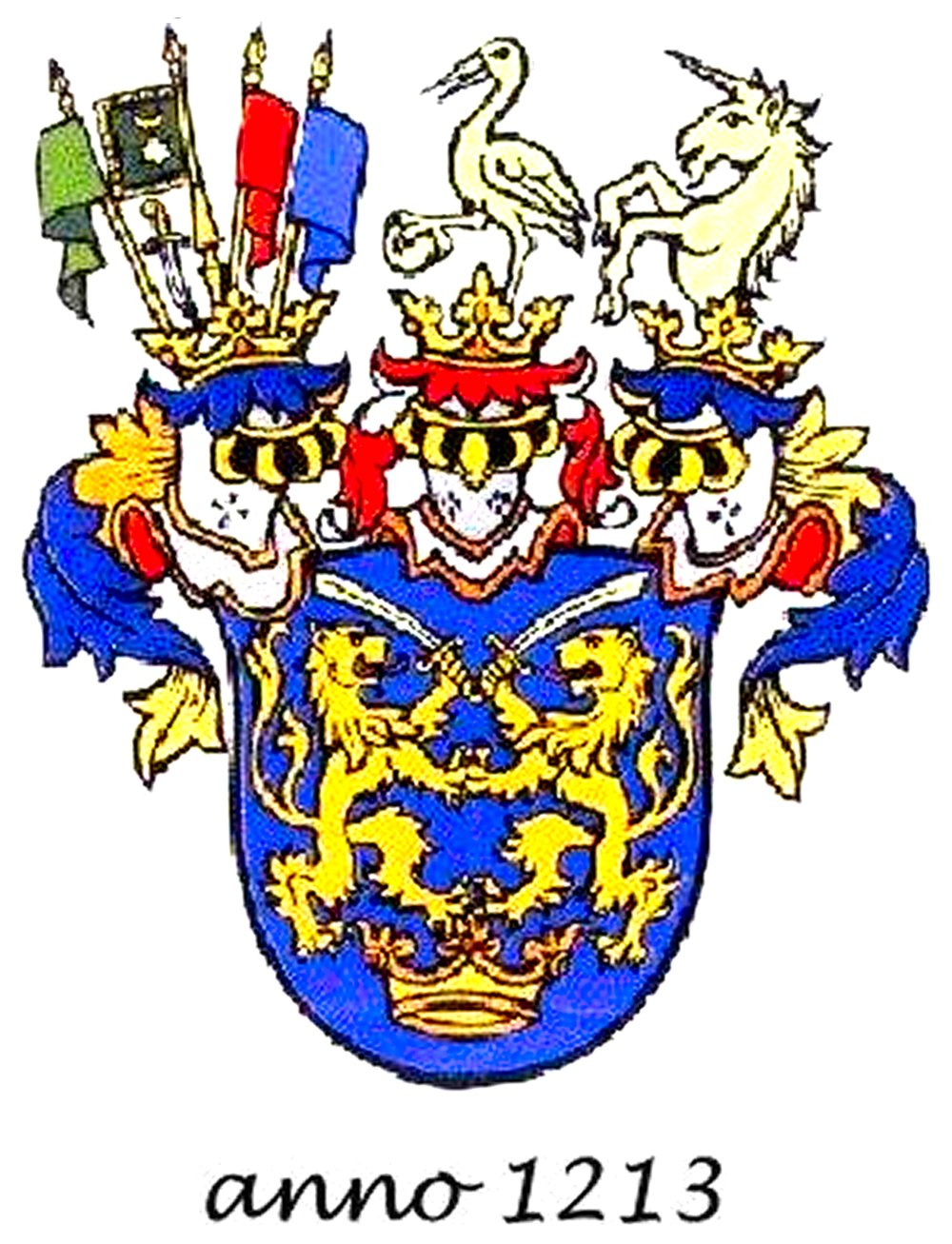
A Festetics család címere

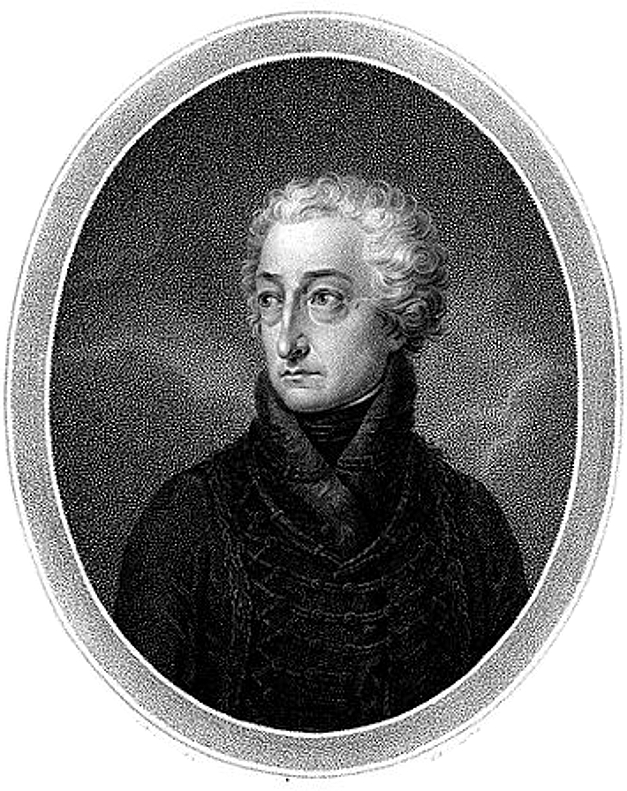
Gróf tolnai Festetics György (1755–1819)

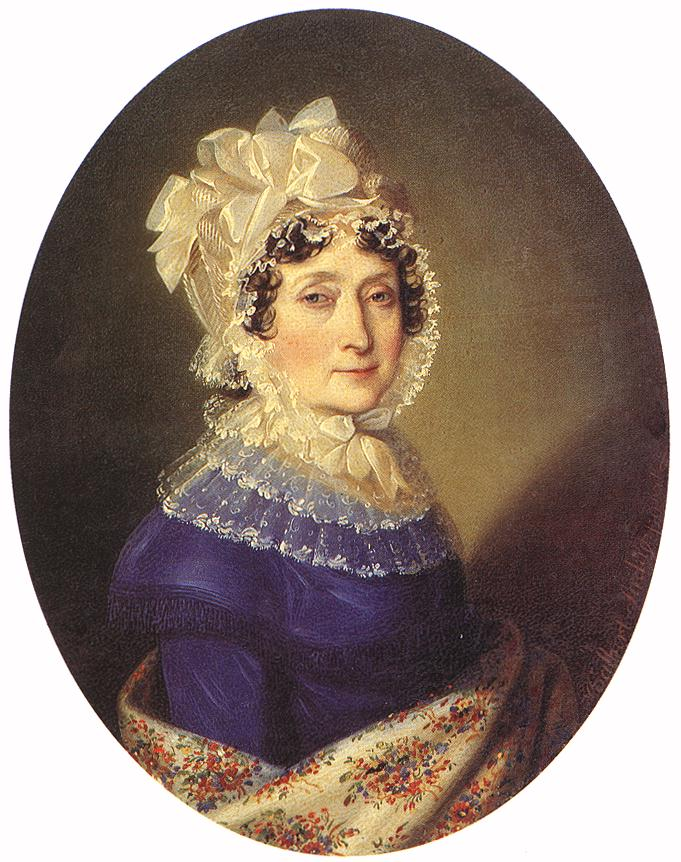
Gróf Széchényi Ferencné tolnai Festetics Julianna (1753–1824) grófnő

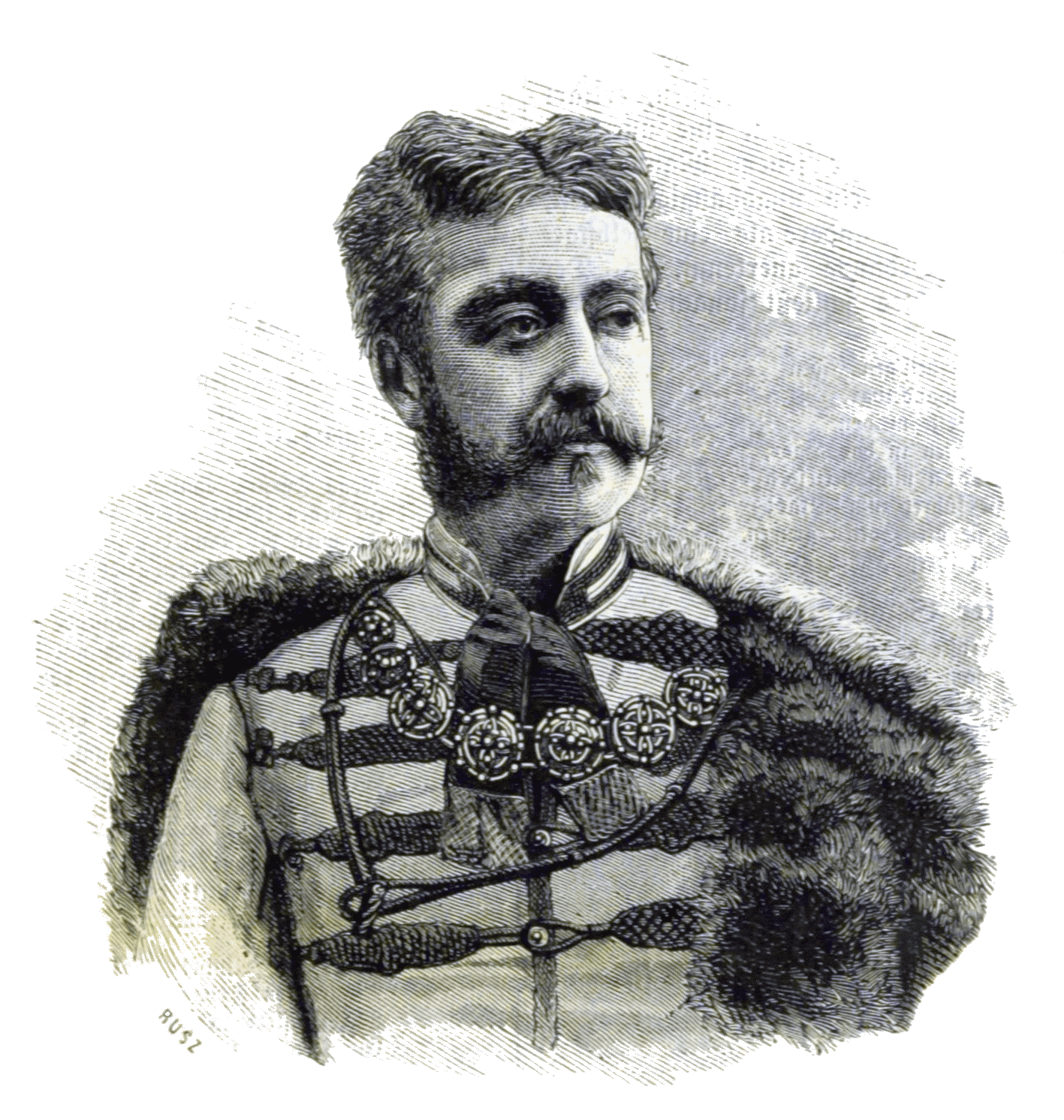
Herceg tolnai Festetics Tasziló (1850–1933)

A tolnai gróf, illetve herceg Festetics család szláv eredetű régi magyar nemesi család. Egyes okiratokban Festetich alakban szerepel, de a Ferstecsics formával is találkozhatunk.

## Története
Horvátországi, mégpedig turopoljei származású család. Első ismert őse Festetics János a 16. század végéről. A köznemesi származású család II. Mátyástól kapott nemesi címerlevelet. Magyarországon először Festetics Pál, a 17. század közepén, aki 1634-től haláláig, 1640-ig gróf németújvári Batthyány Ádám németújvári tiszttartója volt. Előnevét a Tolna vármegyei Tolnáról vette, mégpedig úgy, hogy feleségül vette tolnai Bornemissza Erzsébetet, s vele kapta a tolnai birtokot is. Az ő fia kisunyomi Bornemissza Erzsébettől, Festetics Pál (1640–1720) dunáninneni főkapitány volt, aki 1689. december 29-én pallosjogot kapott I. Lipót magyar királytól. Az uralkodó szintén adományozott Pálnak 1698. május 6-án adó- és vámmentességet, valamint nemes telket. Családnevét Fersteticsként (esetleg Ferszetics, Firstatics) írták le. Első neje, Toldy Anna (†1684) 6 gyermeket adott neki, azonban korán elhunyt.
Festetics Pál és második felesége, Fitter Erzsébet (†1711) fia Festetics Kristóf (1696–1768) a helytartótanács tanácsosa volt. Kristóf 1738. január 27-én birtokadományban részesült. III. Károly magyar király neki adományozta a Vas vármegyei Oszko, Pály és Kispály, a Zala vármegyei Petendi, valamint a Somogy vármegyei Rád földbirtokokat, amelyek felesége mezőszegedi Szegedy Judit családja révén jutottak a kezébe magszakadás miatt. Röviddel ezután, 1739. június 9-én Festetics Kristóf Somogy vármegyei alispánja és testvére Festetics József új adományt szereztek. A Somogy vármegyei balatonkeresztúri, csoltai, oszlár-koszlári, alapafőlde-erdőallai földbirtokok lettek részei a családi vagyonnak. Azonban a legnagyobb birtokszerzés 1741. szeptember 25-én következett be, amikor Mária Terézia magyar királynő adományozott egy 32 Zala vármegyei (köztük Keszthelyen is) földbirtokból álló és 18 földbirtokból álló Vas vármegyei földbirtokcsoportot, magszakadás miatt. A királynő 1741. október 16-án kegyúri jogot is adományozott Festetics Pálnak. Az úrbérrendezés korában, Festetics Kristófnak 47 úrbéri földbirtoka volt, összesen 23 478 úrbéri holdja, 1269 jobbágya, 449 zsellére és 192 házatlana. Az ő fia, Festetics Pál, már önálló igen hatalmas földbirtokosként, 30 úrbéri birtokkal rendelkezett, összesen 11 976 úrbéri holddal, 753 jobbággyal, 646 zsellérrel és 158 házatlannal.
Mária Terézia 1772. február 24-én adományozott grófi címet Festetics Pálnak és gyermekeinek. Festetics Pál feleségül vette nagybossányi Bossányi Juliannát (1734–1805), nagybossányi Bossányi Imre (1706–1781) alországbíró és Korláthköy Éva (1711–1798) lányát. Az igen tehetős nagybossányi Bossányi Imre szintén felemelkedett Mária Terézia korában, és ő maga 1774. december 12-én grófi rangot kapott. Pál és Bossányi Julianna gyermekei között: gróf Széchényi Ferencné gróf tolnai Festetics Julianna (1753–1824), gróf Széchenyi István édesanyja, és gróf tolnai Festetics György (1755–1819), a keszthelyi Georgikon alapítója.
Festetics György felesége jakabházi Sallér Judit (1766–1829), jakabházi Sallér István (1726–1789) nádori ítélőmester és felsőmotesici és kesselőkői Motesiczky Judit (1737–1796) lánya volt. Sallér Judit nagyanyja jakabházi Sallér Istvánné nemes Nádasdy Klára (1685–1765) révén a Festetics család újabb birtokadományban részesült magszakadás miatt.
Festetics György és jakabházi Sallér Judit fia gróf tolnai Festetics László (1785–1846) várkapitány, földbirtokos, aranykulcsos, császári és királyi kamarás volt. Az ő neje Hohenzollern-Hechingeni Josefine hercegnő (1790–1856) volt. Egyik gyermekük gróf tolnai Festetics György (1815–1883) Vas és Zala vármegye főispánja, a király személye körüli miniszter, belső titkos tanácsos, koronaőr, királyi főudvarmester. Festetics György feleségül vette monyorókeréki és monoszlói gróf Erdődy Eugéniát (1826–1894), akitől származott gróf (majd herceg) tolnai Festetics Tasziló. 1911. június 21-én magyar hercegi rangot kapott főméltóságú címmel. A családnak két főága és több alága létezik. Jelenleg Ausztriában élnek.

## A dégi ág képviselői
- Festetics Andor gróf (1857–1929), színműíró, színész, színházigazgató.
- Festetics Leó gróf (1800–1884) színházvezető, szakíró, zeneszerző.
- Festetics Mária grófnő (1839–1923), csillagkeresztes hölgy, Erzsébet királyné udvarhölgye.

## Az eddig ismert családfa
Ferstecsics Lukács, (†1637. október 10. előtt); neje: Szakmárdy Katalin
- A1 Pál neje: Bornemissza Erzsébet, vagy Kis unyomi Bornemissza Orsolya (†1664 előtt)[18]
  - B1 ismeretlen lány
  - B2 Pál (Szombathely, 1640. június 23. – Ság, 1720. augusztus 20.) dunántúli vicegenerális; 1. neje: (Bőd, 1665. február 16.) Toldy Anna (†1684. augusztus 31.) 2. neje: (1687. február 2.) Fitter Erzsébet (†1711. március 4.)
    - C1 Pál, (1. házasságból) (1665–1676)
    - C2 Ferenc, (1. házasságból) (1676–1717); neje: Francsics Erzsébet
    - C3 Mária, (1. házasságból) (*1667); férje: Meszlényi János
    - C4 Magdolna, (1. házasságból) (*1668); férje: Peczovicz Ferenc
    - C5 Krisztina, (1. házasságból) (*1671); férje: Sándor István
    - C6 Julianna, (1. házasságból) (1673–1753); férje: Béri Balogh Ádám
    - C7 Erzsébet, (2. házasságból) (Dömölk, 1688. február 25. – Vágújhely, 1759. szeptember 16.; férje: bernicei lázi Ghillány János báró (1687–Vágújhely, 1752. január 2.)
    - C8 József, dégi vonal (2. házasságból) (Ság, 1691. március 19. – Keszthely, 1757. május 2.) neje: (1719) Szentgyörgyi Horváth Erzsébet (1705 – Baltavár, 1744.május 27.)
      - D1 Pál, 1766. november 5-től tolnai Festetics gróf; (Baltavár, 1725. november 11. – 1782. szeptember 10.); neje: (1757. augusztus 18.) Rathenitz és Stillfriend Kajetana bárónő (1735. február 15. – Bécs, 1819. július 23.) további leszármazottak
      - D2 Viktória
      - D3 Károly
        - E1 Ignác, (Sopron, 1761. július 30. – 1826; neje: (1784 németújvári Batthyány Franciska grófnő (1765. október 19. – 1845. augusztus 22.)
          - F1 Terézia, (1787. április 15. – Bécs, 1873. április 8.; férje: (1808) Nákó Sándor gróf (1785 – Pest, 1848. szeptember 12.)
          - F2 Karolina, (1786. február 8. – Baden, 1876. április 18.; férje: Seldern Johann gróf (†1854. szeptember 24.)
          - F3 Adél, (1794. január 14. – Bécs, 1880. január 13.; férje: (1813. február 14. Montbach Friedrich
          - F4 Vince, (1788. április 10. – Sopron, 1851. január 16.; neje: (1814) Wenckheim Franciska bárónő (1793 – Pest, 1863. december 2.)
            - G1 Celestina, (1814. május 19. – Budapest, 1896. május 16.; férje: (1837) németújvári Batthyány László gróf (1815. augusztus 12. – 1881. május 19.)
            - G2 Gabriella, (1815 – Bécs, 1859. március 12.)
            - G3 Felicitas, (Budapest, 1835. október 25. – Pozsony, 1900. február 20.; férje: (Budapest, 1856. május 3.) d'Orsay Grimaud Emil gróf (*Bécs, 1827. február 23. – Pozsony, 1901. szeptember 6.)

          - F5 Amália, (Egyed, 1798. február 5. – Bécs, 1872. április 16.; férje: (Bécs, 1833. február 14. Rességuier Jules Roger Emanuel gróf, Miremont márkija (Toulouse, 1806. december 25. – Nisko, 1887. április 29.)
          - F6 Lajos, (1795 – Bécs, 1866. március 9.)
          - F7 Julianna, (1798. december 9. – Bécs, 1873. január 8.)
          - F8 Sándor Benedek, (1791.március 21. – Szürtetéglás, 1862. december 9.; neje: (1822. december 9.) hajnácskői hernádvécsei Vécsey Konstancia bárónő (1800. október 28. – Szürtetéglás, 1879. augusztus 5.)
            - G1 Alexandrina Vilhelmina, (*1826. október 8.); férje: (1855. április 11.) Braun Gusztáv báró (†1858. január 15.)
            - G2 Kamilla Zsuzsanna (Hernádvécse, 1825. november 4. – Kende, 1903. május 17.; férje: (Egyed, 1843. december 9. margitfalvai és jekeli Jekelfalussy Sándor (Szendrő, 1823. január 25. – Budapest, 1882. december 4.)
            - G3 Lujza Petronella, (1842. június 21. – 1889); férje: Paulay Mór
            - G4 Alfréd Jenő Ignác, (*1829. január 20.); neje: (1859. december 6. Dukai Vilma (1839. május 15. – Variháza, 1891. március 4.)
              - H1 Atala; férje: Samuel Godfrey
              - H2 Gabriella Vilma, (1860. szeptember 22. – Kóród, 1926. február 10.; férje: Szibeth Kálmán
              - H3 Iván Ignác Sándor, (1861. november 21. – Újhely, 1923. június 8.); neje: Matolay Róza
                - I1 Júlia

              - H4 Aladár Sándor Konstantin, (*1864. december 29.)

            - G5 Júlia Paulina, (*1831. november 26.); férje: (1852. december 28. gojzest és mezőmadarasi Madarassy Mór
            - G6 Konstancia Zsófia, (1836. augusztus 2. – Ungvár, 1875. március 25.)

          - F9 Mária, (1802. július 4. – Bécs, 1872. november 3.

        - E2 Ferenc, (*1763; neje: Wetzler Catharina bárónő
          - F1 Albert, (*1787); neje: Niedersöss Magdolna
          - F2 Johanna, (*1789); férje: Máriássy Jenő

      - D4 György? [19]

    - C9 Kristóf, tolnai vonal (1696–1768) neje: Mezőszegedi Judit
      - D1 Judit; férje: hajnácskői hernádvecsei Vécsey István báró (†1802)
      - D2 Pál (*Ság, 1722. december 7.; †Pozsony, 1782. április 7.) neje: (Jablonca, 1751. szeptember 8.) nagybossányi Bossányi Júlia grófnő (*Jablonca, 1735. február 9.; †1805)
        - E1 Julianna (1753. október 30. – 1824. január 20.); férje: (Kópháza, 1777. augusztus 17. Széchényi Ferenc; (Fertőszéplak, 1754. április 29. – Bécs, 1820. december 13.) Somogy vármegye főispánja, főkamarásmester, aranygyapjas lovag, királyi küldött és biztos, politikus
          - F1 István, (Bécs, 1791. szeptember 21.–Döbling, 1860. április 8.), neje: (1836. február 4.), Seilern-Aspang Crescence (Louise) grófnő (Brünn, 1799. május 13. – Kiscenk, 1875. július 30.)
            - G1 Béla István Mária (*Buda-Pest, 1837. február 3. – Budapest, 1908. december 12.), földrajzi és geológiai kutató, neje: (Bécs, 1870. június 22.) monoszlói és monyorókeréki Erdődy Johanna grófnő
              - H1 Alice (*Nagycenk, 1871. szeptember 2. – Pomáz, 1945. március 20.), férje: (Budapest, 1895. július 17.) széki Teleki Tibor gróf (*Gyömrő, 1871. május 18. – Gyömrő, 1942. szeptember 26.)
              - H2 Johanna (Nagycenk, 1872. október 14. – Gmunden, 1957. november 1.), férje: (Budapest, 1902. március 4. nagykárolyi Károlyi Lajos gróf (Heiligendamm, 1872. augusztus 10.–Friesach, 1965. május 23.)

            - G2 Ödön György István Károly (Pozsony, 1839. december 14. – Isztambul, 1922. március 24.), török pasa 1. neje: (Esztergom, 1864) Almay Irma, (1844–1891); 2. neje: (Konstantinápoly, 1891), Christopulos Eulália (1854–1918)
              - H1 András Andor István Mária Béla (1. házasságból), (Pest, 1865. augusztus 1. – Nieder-Ollwitz, 1907. március 2.) világutazó, neje: (1884) Elena Korostowzoff (elváltak: 1899)
                - I1 Lipót András István Miklós Sándor Katalin (1886–1920)

              - H2 Wanda (1. házasságból)(1870 – Teherán, 1916. december 18.); férje: (1884. június 13.) Wahram Dadiani (†1916)
              - H3 Olga (2. házasságból) (1873. augusztus 8.–Gleichenberg, 1889.április 21.)
              - H4 Ilona (2. házasságból), (Konstantinápoly, 1888. május 7.–Budapest, 1951. január 11.)
              - H5 Gusztáv Géza Ferenc Anasztáz (2. házasságból), (Konstantinápoly, 1889. október 10.–Mainz, 1966. november 17.), neje: (Bregenz, 1945. december 3. (elvált: 1950) Ingeborg Laura Sauer (*Mainz, 1920. november 20.)
                - I1 Géza Miklós Mihály Fülöp Konstantin, (*Mainz-Mombach, 1946. december 10.); neje: Gisella Beck (*Mainz, 1944. november 11.)
                  - J1 Gizella, (*Mainz, 1969. szeptember 24.
                    - K1 Bence(*Mainz, 1990. január 13.

                  - J2 Géza, (*Mainz, 1972. október 10.

              - H6 Bálint Emil Richárd Péter (2. házasságból), (Konstantinápoly, 1893. november 23., – Párizs, 1954. október 21.), 1. neje: (Moszkva, 1921. július 25., (elvált: 1931) Maria (Maya) Galitzin hercegnő (Marijno, 1895, –Willebadessen, 1976. június 7.); 2. neje: 1932. május 30. Királykuti Bechruch Margit (Budapest, 1893. május 26. – Párizs, 1954. május 12.)
                - I1 Marianna Veronika Paula Huberta, (Budapest, 1923. augusztus 1. – München, 1999. február 10.); férje: (Salzburg, 1952. június 12.) Harisi Olivér (Budapest, 1899. július 10. – Auckland, 1977. március 17.)
                - I2 Alexandra Crescencia Angela Erzsébet, (*Hegykő, 1926. október 1.); férje: (Gulpen, 1958. szeptember 24. Dietrich Eberhard Wrede (Diethard) (*Willebadessen, 1930. május 20.)
                - I3 Éva Mária Ilona Gabriella, (Sopron, 1928. december 24. – Willebadessen, 1997. december 26.
                - I4 Beatrix Mária Valéria Teréz Emerika, (Hegykő, 1930. január 30.); férje: (Wadersloh, 1957. október 21. (elvált: 1986) Schönburg-Glauchau és Waldenberg Joachim gróf (*Glauchau, 1929. február 4.)

            - G3 Júlia (Pozsony, 1844. január 15. – Pozsony, 1844. január 31.)

        - E2 I. György (Ság, 1755. január 1. – Keszthely, 1819. április 2.) a keszthelyi Georgikon alapítója; neje: jakabházi Sallér Judit (Bahabidvég, 1765.szeptember 24. – 1829. március 28.)
          - F1 László (Ság, 1785. június 15. – Bécs, 1846. május 12.) gróf neje: (Hechingen, 1811. augusztus 31.) Hohenzollern-Hechingen Josefine hercegnő (1790. május 14. – 1856. március 15.)
            - G1 Ilona Jozefina Antónia, (Bécs, 1812. június 1. – Chambery, 1886. május 11.; 1. férje: (Koppenhága, 1832. július 3.) Württemberg Alexander gróf (1801. november 5. – 1844. július 7.); 2. férje: (1845. december 28.) Bourget báró
            - G2 I. Tasziló gróf (1813. június 2. – Bécs, 1883.február 5.)
            - G3 II. György (Bécs, 1815. április 23. – Bécs, 1883. február 2.); neje: (Sopron, 1849. február 17. monoszlói monyorókeréki Erdődy Eugénia grófnő (1826. november 13. – 1894. augusztus 19.)
              - H1 II. Tasziló (Bécs, 1850. május 5. – Keszthely, 1933. május 4.); neje: (Budapest, 1880. június 2.) Mary-Victoria Douglas-Hamilton hercegnő (1850. december 11. – 1922. május 14.)
                - I1 Mária Matild Georgina grófnő; (Baden-Baden, 1881. május 24. – Salzburg, 1953. március 2.) férje: (Keszthely, 1902. július 23.) Karl Emil zu Fürstenberg herceg (1867. február 16. – 1945. február 21.)
                - I2 III. György Tasziló József herceg, (Baden-Baden, 1882. szeptember 4. – Keszthely, 1941. augusztus 4.) neje: (Bécs, 1938. február 26.) Haugwitz Mária (Mia) grófnő (Ossowa, 1900. július 2. – 1972. szeptember 23.)
                  - J1 IV. György Pál Tasziló (*Keszthely, 1940. november 18.), neje: (Bécs, 1977. december 19.) Jozefine Harmer (*Bécs, 1943. november 14.)
                    - K1 Tasziló Mária Albert gróf (*Kitzbühel, 1978. március 5.)
                    - K2 György gróf (*Bécs, 1984. augusztus 11.)

                - I3 Alexandra Olga Eugénia grófnő, (Baden-Baden, 1884. március 1. – Bécs, 1963. április 23.) 1. férje: (Keszthely, 1905. október 26.) Windisch-Grätz Karl Otto herceg, (1871. február 9. – 1915. szeptember 19.) 2. férje: Hohenlohe-Waldenburg-Schillingsfürst-Ratibor és Corvey Erwin herceg (1890. július 27. – 1951. május 26.)
                - I4 Karola Friederika Mária grófnő, (Bécs, 1888. január 17. – Salzburg, 1951. január 21.; férje: (1924. február 23.) Frankenthurn Gautsch Oskar báró (Vöslau, 1879. július 9. – Bécs, 1958. június 14.)

              - H2 Jenő, (*Bécs, 1852. június 13.)
              - H3 Georgina Ernestine Maria Eugenie, (Sopron, 1856. december 1. – Abbázia, 1934.november 30.; férje: (Budapest, 1877.június 11. Tettaui és Wchinitz Kinsky Zdenko gróf (1844. november 4. – 1932. január 5.)
              - H4 Pál gróf (Bécs, 1858. június 13. – Sopron, 1930. március 8.) 1. neje: (Kolozsvár, 1882. január 7.) Rajki Friebeisz Mária Vilma (Bruck an der Leitha, 1852. július 28. – Bécs, 1931. január 10.); 2. neje: (Budapest, 1903. augusztus 8.) tarkeöi és cserneki Dessewffy Erzsébet grófnő (Oros, 1862. június 27. – Sopron, 1934. október 28.)
                - I1 Vilma Georgina grófnő (1. házasságból) (Bécs, 1883. február 1. – Sopron, 1909. február 7.) férje: (Sopron, 1907. március 18.), Nyári Rudi, cigányprímás
                - I2 ismeretlen lány
                - I3 Pál, (2. házasságból) (*Berlin, 1904. november 5. – Budapest, 1946. február 18.)[20]

            - G4 Lajos, (Bécs, 1823. június 25. – Döbling, 1889, június 16.); neje: (Odessza, Krím, 1867. október 23.) Kotzebue Luisa Christina grófnő (Tiflis, 1838. szeptember 16. – 1870. október 7.)
              - H1 Márta Georgina Alix Lujza, (Bécs, 1868. szeptember 24. – Dorfmark, 1953. április 7.; férje: (Reval, 1889. szeptember 16.) Ferdinand Damnitz (Sternalitz, 1858. október 25. – Breslau, 1916. augusztus 7.)
              - H2 Gizella Paula Eugénia Lujza, (Heidelberg, 1870. július 20. – Lipcse, 1947. március 16.; férje: (Drezda, 1888. szeptember 30.) Erik Damnitz (Sternalitz, 1856, október 28. – Pristelnitz, 1912.november 2.)

          - F2 Szidónia, (*1787); férje: törökszentmiklósi és zsadányi Almásy Illés gróf
          - F3 Julianna, (1790. november 7. – Bécs, 1816. november 18.; férje: (1806. szeptember 4. vázsonykői és zicsi Zichy Károly gróf (1778. június 20. – 1834. december 15.)
          - F4 Viktória, (*1791)

        - E2 Erzsébet, (1760 – 1832. február 9.); férje: (1785) galántai Esterházy Károly gróf (1756 – Pozsony, 1828. július 9.)
        - E3 János, (1763 – 1844; neje: Rohr de Rohrau Katalin
        - E4 Imre, (Simaság, 1764 – Kőszeg, 1847. április 1.; 1. neje: (1791) boronkai Boronkay Krisztina (Nágócs, 1774. február 28. – Bécs, 1807. április 18.); 2. neje: (1812) Vízkelety Borbála
          - F1 Borbála, (1. házasságból) (Nagypaty, 1792. július 3. – Tab, 1857. október 18.; férje: (Kőszeg, 1815.december 1.) futaki Hadik Vilmos gróf (†1819)
          - F2 Erzsébet, (1. házasságból) (Kőszeg, 1794. január 3. – Bécs, 1822. március 20.; férje: (Stephansdom, 1810. december 20.) törökszentmiklósi zsadányi Almásy Alajos gróf (Buda, 1786.február 24. – Sarkad, 1850. december 31.)
          - F3 Miklós, (1. házasságból) (1794–1857); 1. neje: (1817) Lamberg Mária grófnő (†1820); 2. neje: (1826) Wolkenberg Viktória (1793–1871)
            - G1 Krisztina, (1. házasságból) (Mór, 1818. július 30. – Mór, 1896. december 12.; férje: (Bécs, 1847. július 10.) Trauttenberg Georg Friedrich (Unter-Wildstein, 1807. március 31. – Mór, 1875. március 3.)
            - G2 Géza, (1. házasságból) (1819 – Mór, 1875. június 7.)
            - G3 Gizella, (1. házasságból) (1820. augusztus 9. – Graz, 1888. január 25.; férje: (1841. május 1.) Ludwigsstorff Karl Leopold (†1863. december 29.)

          - E5 István, (1. házasságból) (1798–1835); neje: chernelházi Chernel Katalin (†Kőszeg, 1850. április 30.)
          - E6 Elek, (1834–1916; neje: chernelházi Chernel Krisztina (†1889)
            - F1 Mária, (1836 – Kőszeg. 1910. október 7.; férje: chernelházi Chernel Kálmán (Kőszeg, 1822. április 6. – Kőszeg, 1891. április 21.)
            - F2 Sándor, (1835 – Kőszeg, 1871. január 23.)

        - D3 Anna; férje: Révay Pál báró
        - D4 József
        - D5 Imre
        - D6 Mária, (1775 – 1800. június 18.; férje: 1794. szeptember 8. németújvári Batthyány Antal gróf (1762. október 14. – 1828. szeptember 20.)

      - C10 Julianna, (*1724)
      - C11 Borbála, (*1726)
      - C12 Katalin; férje: Vrancsics Pál
      - C13 Teréz, (1739–1812); férje: kiskresztyeni Hunyady Elek (*Oszlány, 1734. július 21. – 1807)
      - C14 Lajos, (Ság, 1732. július 26. – 1797); neje: nagy-jókai hügyei Farkas Krisztina (*1743. november 24.)
        - D1 Antal, (Kaposvár, 1764. november 13. – Székesfehérvár, 1853. augusztus 17.; neje: (1799) Miháldy Splényi Amália bárónő (*Kassa, 1783. április 10.); további leszármazottak → Festetics XI Pál
        - D2 Lajos, (†1840)
        - D3 Mária, (1774. február 1. – Bécs, január 20. – 1837; férje: 1801. november 4. monoszlói és monyorókeréki Erdődy Zsigmond gróf (1775. február 9. – 1813. október 27.);
        - D4 Krisztina, (1780. július 26. – 1835. március 21.; férje: Anton Franz Wratislaw von Mitrowicz és Schönfeld gróf (*1777. január 18.)
        - D5 János, (1781–1809)
- A2 István

## Jelentősebb családtagok
- Festetics Andor (politikus) (1843–1930)
- Festetics Andor (színművész) (1857–1929)
- Festetics Dénes (1813–1891)
- Festetics György (1755–1819)
- Festetics György (politikus) (1815–1879)
- Festetics György (diplomata) (1882–1941)
- Festetics Imre (1764–1847)
- Festetics Leó (1800–1884)
- Festetics Mária (1839–1923)
- Festetics Pál (kamarai alelnök) (1722–1782)
- Festetics Pál (alezredes) (1725–1782)
- Festetics Pál (királyi kamarás) (1841–1924)
- Festetics Sándor (1882–1956)
- Festetics Tasziló (1850–1933)
- Festetics Vilmos (1848–1931)

## Híres birtokaik
- Balatonszentgyörgy
- Bécs
- Dég
- Dunaharaszti
- Keszthely
- Simaság
- Söjtör
- Tolna
- Ság (ma: Simaság)
- Szeleste
- Bogát (ma Szombathely része)
- Molnári (ma: Püspökmolnári)